# Polygonum sibiricum
Polygonum sibiricum là một loài thực vật có hoa trong họ Rau răm. Loài này được Laxm. miêu tả khoa học đầu tiên năm 1774.